# Enuka Okuma
Pour les articles homonymes, voir Okuma (homonymie).
Enuka Okuma, née le 20 septembre 1976 à Vancouver, en Colombie-Britannique, est une actrice canadienne.

## Biographie
Elle est née à Vancouver. Ses parents viennent du Nigeria. Elle a étudié à l'Université Simon Fraser à Burnaby. Elle est mariée avec Joe Gasparin depuis le 2 juillet 2011.

## Filmographie

### Cinéma
- 1999 : Double Jeu : Contrôleur judiciaire
- 2017 : Battle of the Sexes de Jonathan Dayton et Valerie Faris : Bonny
- 2020 : Eat Wheaties! de Scott Abramovitch

### Télévision

#### Séries télévisées
- 1990 : MacGyver (saison 6, épisode 3) : jeune membre du club
- 1991 : Hillside : Kelly
- 1993-1994 : Vivre à Northwood
- 1993-1997 : Madison : Sheri Davis
- 1998 : The Crow (The Crow: Stairway to Heaven) (saison 1, épisode 2) : Fille au bureau
- 1998 : Haute finance (Traders) (saison 4, épisode 4) : Martha Mansfield
- 1998 : Da Vinci's Inquest (saison 1, épisodes 9 & 10) : Summer
- 1998-1999 : Night Man (saison 2, épisodes 2, 7 & 18) : Chanteuse / Crystal
- 1998-1999 : Shadow Raiders : Jade
- 1999 : First Wave (saison 1, épisode 18) : Alikah
- 1999-2000 : The City (saison 2, épisodes 1 à 5) : Kira
- 2000 : Caitlin Montana (saison 2, épisode 7) : Mariah Mattatuyi
- 2000 : Big Sound (saison 1, épisode 1) : Donna
- 2000-2001 : These Arms of Mine (pilot et saison 2, épisode 2) : Adrian
- 2001 : Andromeda (saison 2, épisode 5) : Saphia Wei
- 2001 : MythQuest (saison 1, épisode 12) : Kwini
- 2002 : Da Vinci's Inquest (saison 4, épisodes 10 & 12) : Maria
- 2002 : Dark Angel (saison 2, épisode 13) : Dr Colleen Harrington
- 2002 : Odyssey 5 (saison 1, épisode 4) : Karen Reigns / Karena
- 2003 : La Treizième Dimension (saison 1, épisode 28) : Shauna
- 2002-2005 : Sue Thomas, l’œil du FBI : Lucy Dotson
- 2006 : Missing : disparus sans laisser de trace (saison 3, épisode 19) : Gail Moore
- 2006 : Cold Case : affaires classées (saison 4, épisode 3) : Alice Stallworth en 1948
- 2007 : Grey's Anatomy (saison 4, épisode 7) : Teresa Brotherton
- 2007 : Las Vegas (saison 5, épisode 10) : HSA Kelli Rome
- 2008 : Under One Roof (saison 1, épisode 6) : Brenda K. Hunter
- 2009 : 24 heures chrono (saison 7, épisodes 7 à 10) : Marika Donoso
- 2009 : Médium (saison 5, épisode 8) : Julie Skahan
- 2009 : The Guard : Police maritime (saison 2, épisodes 9 & 10) : Samantha Washington
- 2009 : Raising the Bar : Justice à Manhattan (saison 2, épisode 5) : Suzette Wagner
- 2009 : The Philanthropist (saison 1, épisode 8) : Martine Joix
- 2012 : NCIS : Los Angeles (saison 4, épisode 2) : Marine Major Denise jeune
- 2014 : Motive (saison 2, épisode 12) : Lori Oliver
- 2010-2015 : Rookie Blue : Traci Nash
- 2015 : Murder (saison 2, épisode 4) : Nia Lahey
- 2016 : Les mystères de Londres (épisode 3) : Jane Downey
- 2016 : Slasher : Le Bourreau (saison 1, épisodes 4 à 7) : Lisa-Ann Follows
- 2016 : *Loosely Exactly Nicole (saison 1, épisode 3) : Ngozi
- 2016 : Masters of Sex (saison 4, épisode 4) : Cleo
- 2017 : The Last Tycoon (saison 1, épisodes 3 & 4) : Odelle Dinton
- 2017 : Spiral : Dean Jennifer Simpson
- 2018 : Caught (mini-Series) : KC Williams
- 2019 : A Million Little Things (saison 1, épisodes 14 & 15) : Sandra
- 2019 : The Red Line (6 épisodes) : Suzanne Davis
- 2018-2019 : Impulse : Députée Anna Hulce
- 2024 : Tracker (saison 2, épisode 1) : Marshal Jenny Martinez

#### Séries d'animations
- 1995-1996 : Gundam Wing : Lady Une / Voix additionnelles
- 1997 : Shin kidô senki Gundam W : Endless Waltz : Lady Une
- 2019 : Steven Universe : Rhodonite

#### Téléfilms
- 1993 : Cas de conscience (No Child of Mine) : Photo Clerk
- 1994 : La détresse invisible (For the Love of Nancy) : Rose
- 1995 : Ma fille en danger (Fighting for My Daughter) : Ronnie
- 1996 : The Halfback of Notre Dame : Penny
- 1997 : The Christmas List : Naomi
- 1998 : The Hunted : Tracy
- 1999 : Daydrift : Lucy
- 2000 : The Dinosaur Hunter : Amba
- 2009 : Seule face à l'injustice (Playing for Keeps) : Beverly Rivers
- 2020 : La Nuit où on a sauvé maman (The Sleepover) de Trish Sie : Elise

### Jeux vidéo
- 2023 : Mortal Kombat 1 : Cyrax